# Untertaunuskreis
Der  Untertaunuskreis  war bis zum 31. Dezember 1976 ein Landkreis in Hessen. Er war am 22. Februar 1867 im Regierungsbezirk Wiesbaden der preußischen Provinz Hessen-Nassau gegründet worden.

## Geographie

### Lage
Im Süden verlief die Kreisgrenze ungefähr auf dem Taunushauptkamm nördlich von Wiesbaden und umfasste im Hintertaunus die Oberläufe der aus dem Hohen Taunus nach Westen und Norden fließenden Wasserläufe der Wisper, der Aar, des Wörsbachs und des Emsbachs. Auch nach dem Aufgehen im Rheingau-Taunus-Kreis wird die Landschaft des ehemaligen Kreisgebietes landläufig weiterhin als Untertaunus bezeichnet.

### Nachbarkreise
Der Landkreis grenzte Ende 1976, im Norden beginnend im Uhrzeigersinn, an den Landkreis Limburg-Weilburg, den Main-Taunus-Kreis, die kreisfreie Stadt Wiesbaden und den Rheingaukreis (alle in Hessen) sowie an den Rhein-Lahn-Kreis in Rheinland-Pfalz.

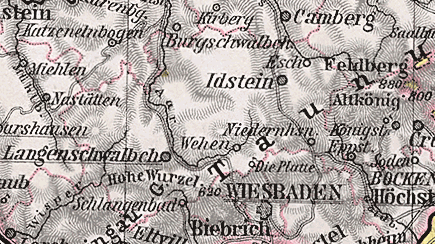
Kartenausschnitt mit dem ehemaligen Untertaunuskreis von 1905

## Geschichte
Nach der Okkupation des Herzogtums Nassau durch Preußen im Deutschen Krieg (Juli 1866, Verkündung der Annexion am 4. August) wurde der neue Regierungsbezirk (bestehend aus Nassau und der ebenfalls einverleibten Freien Stadt Frankfurt nebst einigen Hessen-Darmstädtischen Gebieten) in 12 Landkreise eingeteilt. Die alten nassauischen Ämter Langenschwalbach, Wehen und Idstein mit rund 42.000 Einwohnern wurden zum Untertaunuskreis zusammengefasst. Sitz des Landratsamts war Langenschwalbach (seit 1927 Bad Schwalbach).
Das Amt Langenschwalbach, das ehemals zur Niedergrafschaft Katzenelnbogen gehörte und in der napoleonischen Zeit ein Pays réservé war, wurde 1816 bei einem Gebietstausch von Kurhessen an Nassau abgetreten. Die Ämter Idstein im Taunus und Wehen waren von jeher nassauisch, und die Gemeinden Bremthal, Niederjosbach, Oberjosbach, Vockenhausen sowie Niedergladbach und Obergladbach und ein Teil der Gemeinde Schlangenbad waren 1803 von Kurmainz hinzugekommen.
Am 1. April 1886 trat die neue Kreisordnung der Provinz Hessen-Nassau in Kraft. Es wurden neue, kleinere Landkreise geschaffen. Auch der Untertaunuskreis wurde dabei verkleinert:
- Die Stadt Camberg sowie die Gemeinden Dombach, Eisenbach, Erbach, Niederselters, Oberselters, Schwickershausen und Würges wechselten in den neuen Kreis Limburg.
- Die Gemeinden Niederems, Oberems, Reichenbach, Steinfischbach und Wüstems wechselten in den neuen Kreis Usingen.

Erneut verkleinert wurde der Untertaunuskreis am 1. April 1928, als die Gemeinden Bremthal, Königshofen, Niederjosbach, Niedernhausen und Vockenhausen in den neuen Main-Taunus-Kreis wechselten. Am 1. April 1939 wurde der Kreis um Georgenborn vergrößert, das aus der Stadt Wiesbaden ausgegliedert und nach Schlangenbad eingemeindet wurde.
Nach dem Zweiten Weltkrieg lag der Untertaunuskreis in der Amerikanischen Besatzungszone, verblieb beim Regierungsbezirk Wiesbaden und wurde somit Teil des Landes Hessen. Ab 1968 gehörte er nach der Auflösung des Regierungsbezirks Wiesbaden zum Regierungsbezirk Darmstadt. Vor den ersten Gemeindefusionen im Rahmen der hessischen Gebietsreform gehörten 83 Gemeinden zum Untertaunuskreis, darunter die zwei Städte Bad Schwalbach und Idstein. Insgesamt wurde durch die Gebietsreform die Zahl der Gemeinden des Landkreises bis Ende 1976 auf 26 verringert.
Nach 110-jährigem Bestehen wurde der Untertaunuskreis am 1. Januar 1977 mit dem Rheingaukreis und der Gemeinde Niedernhausen aus dem Main-Taunus-Kreis zum Rheingau-Taunus-Kreis zusammengeschlossen. Die bisherige Kreisstadt Bad Schwalbach wurde Sitz der neuen Kreisverwaltung wegen ihrer zentralen Lage im Kreisgebiet. Gleichzeitig wurden am 1. Januar 1977 auch noch weitere Gemeinden zusammengeschlossen.

## Einwohnerentwicklung
| Jahr | Einwohner | Quelle |
| ---- | --------- | ------ |
| 1871 | 41.892    | [ 6 ]  |
| 1900 | 34.587    | [ 3 ]  |
| 1910 | 36.421    | [ 3 ]  |
| 1925 | 37.099    | [ 3 ]  |
| 1933 | 34.631    | [ 3 ]  |
| 1939 | 34.860    | [ 3 ]  |
| 1950 | 54.005    | [ 3 ]  |
| 1960 | 55.600    | [ 3 ]  |
| 1970 | 71.000    | [ 7 ]  |
| 1976 | 88.100    | [ 8 ]  |

## Politik

### Landräte
- Carl Schreiber (1867–1877)
- Robert Urban (1877–1895)
- Lebrecht von Köller (1895–1908)
- Gebhard von Trotha (1908–1925)
- Werner Pollack (1925–1933)
- Jean Herrchen (1933–1943)
- Walter von Sybel (1943–1945)
- Carl Erhard (1945) kommissarisch eingesetzt durch US-Militärverwaltung
- Arnold Schuster (1945–1948) (CDU)
- Otto Vitense (1948–1962) (CDU)
- Herbert Günther (1963–1972), späterer Hessischer Justizminister (SPD)
- Karl-Heinz Becker (1972–1976) (SPD)

### Wappen
Am 5. Februar 1965 wurde dem Untertaunuskreis im damaligen Regierungsbezirk Wiesbaden ein Wappen mit folgender Blasonierung verliehen: „Der durch eine geschweifte Spitze dreigeteilte Schild zeigt im 1. Feld in Gold einen nach links gewandten, blaubezungten und -bewehrten roten Löwen, im 2. Feld in Blau zwischen goldenen Schindeln einen rotbezungten und -bewehrten goldenen Löwen und im 3. Feld in Schwarz aus einer silbernen Brunnenschale eine silberne Fontäne.“
Bedeutung
Der rote Löwe ist dem Wappen von Katzenelnbogen entnommen, bei dem goldenen Löwen handelt es sich um den Nassauischen Löwen. Der Untertaunuskreis verband Teile aus beiden früheren Herrschaftsgebieten. Die Brunnenschale ist ein Hinweis auf die beiden Heilbäder des Kreises, Schlangenbad und besonders die Kreisstadt Bad Schwalbach.

## Gemeinden
Die folgende Tabelle enthält alle Gemeinden, die dem Untertaunuskreis nach 1928 angehörten, sowie die Daten aller Eingemeindungen.
| Gemeinde               | eingemeindet nach | Datum der Eingemeindung |
| ---------------------- | ----------------- | ----------------------- |
| Aarbergen 1            |                   |                         |
| Adolfseck              | Bad Schwalbach    | 31. Dezember 1971       |
| Algenroth              | Heidenrod         | 31. Dezember 1971       |
| Bad Schwalbach         |                   |                         |
| Bärstadt               | Schlangenbad      | 1. Juli 1972            |
| Bechtheim              | Hünstetten        | 1. Januar 1977          |
| Bermbach               | Waldems           | 1. August 1972          |
| Beuerbach              | Hünstetten        | 31. Dezember 1971       |
| Bleidenstadt           | Taunusstein       | 1. Oktober 1971         |
| Born                   | Hohenstein        | 1. Juli 1972            |
| Breithardt             | Hohenstein        | 1. Juli 1972            |
| Daisbach               | Aarbergen         | 31. Dezember 1970       |
| Dasbach                | Idstein           | 1. Oktober 1971         |
| Dickschied-Geroldstein | Heidenrod         | 31. Dezember 1971       |
| Egenroth               | Heidenrod         | 31. Dezember 1971       |
| Ehrenbach              | Idstein           | 1. Juli 1971            |
| Engenhahn              | Niedernhausen     | 1. Januar 1977          |
| Esch                   | Waldems           | 1. August 1972          |
| Eschenhahn             | Idstein           | 1. Juli 1971            |
| Fischbach              | Bad Schwalbach    | 31. Dezember 1971       |
| Görsroth               | Hünstetten        | 1. Januar 1977          |
| Grebenroth             | Heidenrod         | 31. Dezember 1971       |
| Hahn                   | Taunusstein       | 1. Oktober 1971         |
| Hambach                | Taunusstein       | 1. Juli 1972            |
| Hausen über Aar        | Aarbergen         | 31. Dezember 1970       |
| Hausen vor der Höhe    | Schlangenbad      | 1. Juli 1972            |
| Heftrich               | Idstein           | 31. Dezember 1971       |
| Heidenrod 2            |                   |                         |
| Heimbach               | Bad Schwalbach    | 31. Dezember 1971       |
| Hennethal              | Hohenstein        | 1. Juli 1972            |
| Hettenhain             | Bad Schwalbach    | 31. Dezember 1971       |
| Hilgenroth             | Heidenrod         | 1. Januar 1977          |
| Hohenstein             |                   |                         |
| Holzhausen über Aar    | Hohenstein        | 1. Juli 1972            |
| Hünstetten 2           |                   |                         |
| Huppert                | Heidenrod         | 31. Dezember 1971       |
| Idstein                |                   |                         |
| Kemel                  | Heidenrod         | 31. Dezember 1971       |
| Kesselbach             | Hünstetten        | 31. Dezember 1971       |
| Kettenbach             | Aarbergen         | 31. Dezember 1970       |
| Ketternschwalbach      | Hünstetten        | 31. Dezember 1971       |
| Kröftel                | Idstein           | 31. Dezember 1971       |
| Langenseifen           | Bad Schwalbach    | 31. Dezember 1971       |
| Langschied             | Heidenrod         | 31. Dezember 1971       |
| Laufenselden           | Heidenrod         | 31. Dezember 1971       |
| Lenzhahn               | Idstein           | 1. Juli 1972            |
| Limbach                | Hünstetten        | 31. Dezember 1971       |
| Lindschied             | Bad Schwalbach    | 1. Januar 1977          |
| Mappershain            | Heidenrod         | 31. Dezember 1971       |
| Martenroth             | Heidenrod         | 1. Juli 1972            |
| Michelbach             | Aarbergen         | 31. Dezember 1970       |
| Nauroth                | Heidenrod         | 31. Dezember 1971       |
| Neuhof                 | Taunusstein       | 1. Oktober 1971         |
| Nieder-Oberrod         | Idstein           | 31. Dezember 1971       |
| Niederauroff           | Idstein           | 1. Juli 1971            |
| Niedergladbach         | Schlangenbad      | 1. Juli 1972            |
| Niederlibbach          | Taunusstein       | 1. Juli 1972            |
| Niedermeilingen        | Heidenrod         | 31. Dezember 1971       |
| Niederseelbach         | Niedernhausen     | 1. Januar 1977          |
| Oberauroff             | Idstein           | 1. Januar 1977          |
| Obergladbach           | Schlangenbad      | 1. Juli 1972            |
| Oberjosbach            | Niedernhausen     | 1. Januar 1977          |
| Oberlibbach            | Hünstetten        | 1. Juli 1972            |
| Obermeilingen          | Heidenrod         | 31. Dezember 1971       |
| Oberseelbach           | Niedernhausen     | 1. Januar 1977          |
| Orlen                  | Taunusstein       | 1. Juli 1972            |
| Panrod                 | Aarbergen         | 31. Dezember 1970       |
| Ramschied              | Bad Schwalbach    | 31. Dezember 1971       |
| Rückershausen          | Aarbergen         | 31. Dezember 1970       |
| Schlangenbad           |                   |                         |
| Seitzenhahn            | Taunusstein       | 1. Oktober 1971         |
| Springen               | Heidenrod         | 31. Dezember 1971       |
| Steckenroth            | Hohenstein        | 1. Juli 1972            |
| Strinz-Margarethä      | Hohenstein        | 1. Juli 1972            |
| Strinz-Trinitatis      | Hünstetten        | 31. Dezember 1971       |
| Taunusstein 3          |                   |                         |
| Waldems 4              |                   |                         |
| Wallbach               | Hünstetten        | 31. Dezember 1971       |
| Wallrabenstein         | Hünstetten        | 1. Januar 1977          |
| Walsdorf               | Idstein           | 1. Oktober 1971         |
| Wambach                | Schlangenbad      | 31. Dezember 1971       |
| Watzelhain             | Heidenrod         | 31. Dezember 1971       |
| Watzhahn               | Taunusstein       | 1. Oktober 1971         |
| Wehen                  | Taunusstein       | 1. Oktober 1971         |
| Wingsbach              | Taunusstein       | 1. Juli 1972            |
| Wisper                 | Heidenrod         | 31. Dezember 1971       |
| Wörsdorf               | Idstein           | 1. Oktober 1971         |
| Zorn                   | Heidenrod         | 31. Dezember 1971       |

## Kfz-Kennzeichen
Am 1. Juli 1956 wurde dem Landkreis bei der Einführung der bis heute gültigen Kfz-Kennzeichen das Unterscheidungszeichen SWA zugewiesen. Es leitet sich von der Kreisstadt Bad Schwalbach ab. Es wurde im Altkreis Untertaunus des Rheingau-Taunus-Kreises bis zum 14. Januar 1980 ausgegeben. Seit dem 15. August 2013 ist es im gesamten Rheingau-Taunus-Kreis erhältlich. (Kennzeichenliberalisierung)